# 利馬尼夫卡 (別列斯京區)
49°6′40″N 35°12′59″E / 49.11111°N 35.21639°E
利馬尼夫卡（烏克蘭語：Лиманівка）是位於烏克蘭東部的村莊，由哈爾科夫州别列斯京区的扎切皮利夫卡市鎮負責管轄。該村始建於1799年，面積0.12平方公里，海拔高度80米，2001年人口19，人口密度每平方公里165.2人。